# Cryptobiantes protector
Cryptobiantes protector is een hooiwagen uit de familie Biantidae.